# Shou-Wu Zhang
Pour les articles homonymes, voir Zhang.
Shou-Wu Zhang (chinois : 张寿武 ; pinyin : Zhāng Shòuwǔ; né en 1962) est un mathématicien sino-américain connu pour ses travaux en théorie des nombres et en géométrie arithmétique algébrique. Il est en 2018 professeur de mathématiques à l'université Princeton.

## Carrière
Shou-Wu Zhang est né dans le xian de He, à Ma'anshan, dans la province d'Anhui, en Chine, le 9 octobre 1962. Il est admis à l'université Sun Yat-sen, dans le département de chimie en 1980 ; il est plus tard transféré au département de mathématiques de la même institution. Il reçoit son baccalauréat en 1983.
Zhang reçoit son diplôme de l'Académie chinoise des sciences en 1986, après quoi il étudie auprès de Lucien Szpiro et Gerd Faltings à l'université Columbia et à l'université Princeton, où il termine son doctorat en 1991, avec une thèse intitulée « Positive Line Bundles on Arithmetic Surfaces ». Il est membre de l'Institute for Advanced Study et professeur adjoint à l'université Princeton, de 1991 à 1996. Zhang est titularisé à l'université Columbia depuis 1996, et à l'université Princeton depuis 2011. Zhang occupe la chaire Yangzi Jiang de professeur à l'université de Tsinghua depuis 2000, et une chaire L.-K. Hua de professeur à l'Académie chinoise des sciences depuis 2001.

## Travaux
Les principales contributions de Zhang en théorie des nombres et en géométrie algébrique arithmétique sont sa théorie des faisceaux de lignes positives dans la théorie d'Arakelov, qu'il a utilisée avec Emmanuel Ullmo pour prouver la conjecture de Bogomolov (en), et sa généralisation du théorème de Gross–Zagier (en) des courbes elliptiques pour les variétés abéliennes de type GL(2) sur des champs totalement réels. En particulier, le dernier résultat a conduit à une preuve de la conjecture de Birch et Swinnerton-Dyer de rang un pour les variétés abéliennes de type GL(2) sur des champs totalement réels. Il a également développé la théorie de l'arithmetic dynamics (en).

## Prix et distinctions
Zhang a reçu une bourse de recherche de la Fondation Sloan (1997) et il est lauréat de la médaille Morningside d'or en 1998, pour ses travaux en géométrie algébrique arithmétique et en théorie des nombres, à l'occasion du premier Congrès international des mathématiciens chinois qui s'est déroulé à Pékin. 
Il est également fellow de l'Institut de mathématiques Clay (2003), fellow de la fondation Guggenheim (2009), membre de l'Académie américaine des arts et des sciences (2011), et fellow de l'American Mathematical Society (2016). Il a également été un conférencier invité au congrès international des mathématiciens en 1998 à Berlin avec une conférence intitulée « Small points and Arakelov theory ».

## Sélection de publications
- (avec Xinyi Yuan, Wei Zhang) « The Gross-Kohnen-Zagier theorem over totally real fields », Compositio Mathematica 145 (2009), no 5, 1147-1162.
- (avec Xinyi Yuan, Wei Zhang) « The Gross-Zagier formula on Shimura curves », Annals of Math. Studies, vol. 184, Princeton University Press, 2012.
- (avec Xinyi Yuan, Wei Zhang) « Triple product L-series and Gross-Kudla-Schoen cycles ».
- (avec Yifeng Liu, Wei Zhang) « On p-adic Waldspurger formula »[6].